# Eptatretus mendozai
Eptatretus mendozai  is een soort uit de familie der slijmprikken (Myxinidae).